# Vrilletta californica
Vrilletta californica is een keversoort uit de familie klopkevers (Anobiidae). De wetenschappelijke naam van de soort is voor het eerst geldig gepubliceerd in 1939 door Fisher.